# Diocesi di Nacala
La diocesi di Nacala (in latino Dioecesis Nacalana) è una sede della Chiesa cattolica in Mozambico suffraganea dell'arcidiocesi di Nampula. Nel 2023 contava 1.314.000 battezzati su 3.192.000 abitanti. È retta dal vescovo Alberto Vera Aréjula, O. de M.

## Territorio
La diocesi comprende i distretti di Nacala, Nacala-a-Velha, Memba, Erati, Nacaroa, Monapo, Liupo, Mogincual, Ilha de Moçambique e Mossuril nella parte settentrionale della provincia di Nampula in Mozambico.
Sede vescovile è la città di Nacala, dove si trova la cattedrale di Nostra Signora del Buon Viaggio.
Il territorio è suddiviso in 23 parrocchie, raggruppate in tre zone pastorali: Nacala, Carapira e Eráti.

## Storia
La diocesi è stata eretta l'11 ottobre 1991 con la bolla In Mozambicano di papa Giovanni Paolo II, ricavandone il territorio dall'arcidiocesi di Nampula.
Il 24 agosto 1992 il missionario comboniano Alfredo Fiorini, della parrocchia di Alua, fu assassinato da bande armate, poco prima degli accordi di pace di Roma che avrebbero pacificato il paese.
Nel settembre 2022 la diocesi fu toccata dalla guerriglia islamica, nata nel 2017 nella provincia di Cabo Delgado. La missione di Chipene fu distrutta e fu assassinata suor Maria de Coppi; il mese successivo gli insorti uccisero almeno tre cristiani nelle zone adiacenti.

## Cronotassi dei vescovi
Si omettono i periodi di sede vacante non superiori ai 2 anni o non storicamente accertati.
- Germano Grachane, C.M. (11 ottobre 1991 - 25 aprile 2018 ritirato)
- Alberto Vera Aréjula, O. de M., dal 25 aprile 2018

## Statistiche
La diocesi nel 2023 su una popolazione di 3.192.000 persone contava 1.314.000 battezzati, corrispondenti al 41,2% del totale.
| anno | popolazione | popolazione | popolazione | presbiteri | presbiteri | presbiteri | presbiteri                | diaconi | religiosi | religiosi | parrocchie |
| anno | battezzati  | totale      | %           | numero     | secolari   | regolari   | battezzati per presbitero | diaconi | uomini    | donne     | parrocchie |
| ---- | ----------- | ----------- | ----------- | ---------- | ---------- | ---------- | ------------------------- | ------- | --------- | --------- | ---------- |
| 1999 | 258.662     | 2.077.562   | 12,5        | 28         | 5          | 23         | 9.237                     |         | 27        | 65        | 22         |
| 2000 | 268.175     | 2.077.562   | 12,9        | 28         | 6          | 22         | 9.577                     |         | 27        | 62        | 22         |
| 2001 | 268.175     | 2.077.562   | 12,9        | 28         | 6          | 22         | 9.577                     |         | 27        | 63        | 22         |
| 2002 | 270.000     | 2.080.000   | 13,0        | 36         | 5          | 31         | 7.500                     |         | 37        | 65        | 22         |
| 2003 | 271.000     | 2.100.000   | 12,9        | 36         | 7          | 29         | 7.527                     |         | 34        | 64        | 22         |
| 2004 | 276.000     | 2.100.000   | 13,1        | 34         | 7          | 27         | 8.117                     |         | 38        | 53        | 22         |
| 2013 | 312.000     | 2.591.000   | 12,0        | 43         | 19         | 24         | 7.255                     |         | 36        | 60        | 24         |
| 2016 | 1.119.058   | 2.717.457   | 41,2        | 38         | 13         | 25         | 29.448                    |         | 51        | 65        | 24         |
| 2019 | 1.210.000   | 2.938.000   | 41,2        | 40         | 15         | 25         | 30.250                    |         | 57        | 65        | 24         |
| 2021 | 1.251.200   | 3.038.100   | 41,2        | 40         | 23         | 17         | 31.280                    |         | 19        | 63        | 23         |
| 2023 | 1.314.000   | 3.192.000   | 41,2        | 42         | 26         | 16         | 31.285                    |         | 19        | 72        | 23         |